# تيموثي دالتون
تيموثي دالتون (بالإنجليزية: Timothy Dalton)‏ (ولد 21 مارس 1946) هو ممثل بريطاني ولد في ويلز بدأ التمثيل على المسرح ثم اتجه إلى السينما وظهر في أفلام عديدة منها دور العميل السري جيمس بوند بفيلمين من سلسلة أفلام جيمس بوند وهي اضواء النهار الحية في عام 1987 ورخصة للقتل في 1989 , كما أنه ظهر في أفلام أخرى مثل الأسد في الشتاء.

## نشأته
ولد تيموثي دالتون باسم تيموثي ليونارد دالتون ليجيت في 21 مارس 1946 في كولوين (بنسيلفانيا)، في بلدة ويلز، لأب إنجليزي، بيتر دالتون ليجيت ، الذي كان قائدًا في العمليات الخاصة التنفيذية، خلال الحرب العالمية الثانية وكان مدير إعلانات وقت ولادة ابنه؛ وأم أمريكية، دوروثي سكولز، من أصول إيطالية وأيرلندية.
قبل عيد ميلاد دالتون الرابع ، عادت العائلة إلى إنجلترا إلى بيلبر في ديربيشاير، حيث التحق بمدرسة هربرت شتروت النحوية. عندما كان مراهقًا ، كان عضوًا في سلاح التدريب الجوي في سرب.
قرر أن يصبح ممثلًا في سن 16 عامًا بعد أن شاهد إنتاج ماكبث وحصل على دور في إنتاج المسرحية في The Old Vic.

ترك المدرسة في عام 1962 في سن 16 للالتحاق بالأكاديمية الملكية للفنون المسرحية وجولة مع المسرح الوطني للشباب.

لم يكمل دالتون دراساته في رادا، وترك الأكاديمية في عام 1966 للانضمام إلى فرقة مسرح برمنغهام ريبيرتوري. كان لديه طموحات في أن يكون ممثلاً، مما أسعد والده؛ "لقد أسعد الجميع من جانب والدي من الأسرة. ومع ذلك، كانت والدتي وجانبها قلقين. لم يشعر أي منهم أن التمثيل هو مهنة آمنة لشاب مثله.

## حياته الشخصية
كان دالتون على علاقة مع المراسلة كيت أدي عندما كان شابًا. ومع الممثلة الإنجليزية فانيسا رديغريف، التي ظهر معها في فيلم ماري، ملكة الاسكتلنديين عام 1971 وفيلم أجاثا عام 1979 بين عامي 1971 و1986.قام بتأريخ الممثلات لفترة وجيزة ستيفانى بورز كانت على علاقة بالممثلة اوكسانا في عام 1990. 
التقيا في عام 1995 بينما كانت تعمل مترجمة للمخرج نيكيتا ميخالكوف  أنجب دالتون وغريغوريفا ابنًا معًا (ولد في أغسطس 1997) اسمه ألكساندر. انفصلا حوالي عام 2003 [بحاجة لمصدر]يقيم دالتون حاليا بين تشيسويك في لندن وويست هوليوود، كاليفورنيا. لديه أيضًا منزل في سانت جونز وأنتيغوا وبربودا، لديه أيضًا منزل في سانت جونز وأنتيغوا وبربودا. دالتون مشجع نادي مانشستر سيتي لكرة القدم، وغالبًا ما يُشاهد في ملعب مدينة مانشستر .

## وصلات خارجية
- تيموثي دالتون على موقع IMDb (الإنجليزية)
- تيموثي دالتون على موقع ميتاكريتيك (الإنجليزية)
- تيموثي دالتون على موقع روتن توميتوز (الإنجليزية)
- تيموثي دالتون على موقع مونزينجر (الألمانية)
- تيموثي دالتون على موقع قاعدة بيانات الأفلام العربية
- تيموثي دالتون على موقع ألو سيني (الفرنسية)
- تيموثي دالتون على موقع ميوزك برينز (الإنجليزية)
- تيموثي دالتون على موقع تيرنر كلاسيك موفيز (الإنجليزية)
- تيموثي دالتون على موقع أول موفي (الإنجليزية)
- تيموثي دالتون على موقع قاعدة بيانات الأفلام السويدية (السويدية)
- تيموثي دالتون في موقع شاشة الإنترنت [الإنجليزية]‏ التابع لمعهد الفيلم البريطاني
- Timothy Dalton's Biography at The Timothy Dalton Chat Group نسخة محفوظة 28 فبراير 2023 على موقع واي باك مشين.
- Timothy Dalton's Biography at BBC North East Wales Showbiz
- Timothy Dalton's Biography at BBC site